# Dicranum acuminatum
Dicranum acuminatum là một loài Rêu trong họ Dicranaceae. Loài này được (Mitt.) Müll. Hal. mô tả khoa học đầu tiên năm 1885.